# Баар
Вижте пояснителната страница за други значения на Баар.
Баар (на немски: Baar) е курортен град в Централна Швейцария, кантон Цуг. Разположен е на 4 km на северозапад от град Цуг. Първите сведения за града като населено място датират от 1045 г. Има жп гара. Населението му е 21 524 души по данни от преброяването през 2008 г.